# 情愛保險
《睡龍神探》是一部由浙江華策影視投資拍攝的電視劇，是中國首部以保險為題材的都市情感懸疑劇。《睡龍神探之情愛保險》為《棟篤神探》姐妹篇，由黃子華、林恩京、張天霖等主演。

## 故事大綱
唐天壽（黃子華飾）得到其姐夫鍾志厚（許紹雄飾）的幫忙進入了海亞人壽保險公司擔任保險從業員一職。同時也認識了童心願（林恩京飾）這位保險核賠員及高明（張天霖飾）。未幾，天壽與心願雙雙牽涉入一宗離奇的保險命案中——天壽的第一個客戶、心願的好朋友馬立初離奇被殺案...

## 主要演員
| 演員             | 角色   | 關係/暱稱 |
| 黃子華           | 唐天壽 | 天壽 「海亞神探」 劉志厚之小舅 童心願之同事，於第25集與其相戀 第5集破解馬字象棋案 第6集破解李大雄騙保案 第9集破解明偉集團騙保案 第14集破解女鬼長髮之謎 第20集破解保險凶殺案及發誓不再查案 第21集為小孩破例查出瑞新收地案 第24集破解瑞新收地案並查出內幕 第25集被報復後陷入昏迷，末段有甦醒跡象 |
| 林恩京（任恩敬） | 童心願 | 唐天壽之同事，於第25集與其相戀 |
| 張天霖           | 高 明  | 童心願與齊仲仁分手後，和高明相戀 |
| 李 威            | 齊仲仁 | 童心願前男友 |
| 严屹宽           | 建 遠  | 長天集團副主席 |
| 詹小楠           | 娜 娜  | - |
| 許紹雄           | 劉志厚 | 唐天壽姐夫 |
| 張海燕           | 朱 燕  | - |
| 李佳琳           | 淑 君  | 童心願好友、馬立初妻子 |